# The Formation World Tour
The Formation World Tour was de zevende concerttournee van de Amerikaanse zangeres Beyoncé ter promotie van haar zesde studioalbum, Lemonade. De stadiontournee werd aangekondigd na haar gastoptreden tijdens de Super Bowl 50 halftime show. De tournee begon op 27 april 2016 in Marlins Park in Miami en eindigde op 7 oktober 2016 in het MetLife Stadium in East Rutherford in New Jersey, en bestond uit 49 optredens. De titel van de tournee verwijst naar het nummer Formation van Beyoncé uit 2016.
De enscenering van de tournee bestond uit een 18 meter grote, roterende led-kubus, de 'Monolith' genoemd, een loopband en een tweede podium dat duizenden liters water bevatte. Verschillende muziekrecensenten gaven de show gunstige recensies, met een verscheidenheid aan publicaties waarin zowel de productie van de tournee als Beyoncés prestaties en stem werden geprezen. In het voorprogramma trad een aantal opmerkelijke artiesten op, onder wie enkele die onder contract stonden bij Beyoncés eigen managementbedrijf, Parkwood Entertainment, zoals het duo Chloe x Halle, dat op dat moment relatief onbekend was.

## Achtergrond
Op 6 februari 2016 bracht Beyoncé Formation uit op de muziekstreamingservice TIDAL. De volgende dag, 7 februari 2016, speelde zij Formation tijdens haar gastoptreden in de Super Bowl 50 halftime show. Onmiddellijk na de voorstelling werd een bericht uitgezonden waarin The Formation World Tour werd aangekondigd, die op 27 april in Miami van start zou gaan, met de eerste voorverkoop slechts twee dagen na de aankondiging op 9 februari 2016.

## Podium
Het podium bestaat ook uit een catwalk, die ook werkt als een loopband die leidt naar een tweede podium dat zich vult met een plas water. De loopband op de catwalk is waterdicht ontworpen om bestand te zijn tegen onvoorspelbaar weer in openluchtstadions. Het tweede podium bevat duizenden liters water en het duurt ongeveer tien minuten om het te vullen. De inspiratie voor het water in het tweede podium werd geïnspireerd op het ondersteunende album Lemonade van de tournee, in het bijzonder het nummer Forward. Het podium zou zo groot zijn dat de maximale zitcapaciteit van sommige locaties verminderd werd om er ruimte voor vrij te maken. Een schrijver voor de Belfast Telegraph verklaarde dat de maximale capaciteit voor het concert van Beyoncé in Dublin in Croke Park werd teruggebracht van 82.500 tot 75.000 toeschouwers om de omvang van het podium mogelijk te maken.

## Kostuums
Beyoncé werkte tijdens de tournee samen met verschillende ontwerpers voor haar podiumkostuums, welke allemaal werden gestyled door Beyoncés stiliste Marni Senofonte en die leken op kledij uit het wilde westen. De openingskledij had een victoriaans uiterlijk en was gemaakt door Dean en Dan Caten, compleet met een geborduurde bustier van kristallen en een veel te grote hoed in westerse stijl. De hoeden voor Beyoncé en haar dansers werden gemaakt door Baron Hats. De kledij omvatte ook lederen handschoenen en een bodysuit van "tattoo-kant". Balmain produceerde ook een wit rompertje met bloemen in victoriaanse stijl, dat met de hand geborduurde parels, kristallen en glasparels bevatte. De outfit ging vergezeld van bijpassende suède laarzen. Peter Dundas van Roberto Cavalli produceerde een geheel zwarte, geborduurde bodysuit met kristallen voor de tournee, inclusief goud-metallic-kleurig garen en bijbehorende kniehoge laarzen met tijgerprint in militaire stijl. Verder deed Beyoncé ook nog een beroep op kostuumontwerpen van Gucci en Givenchy.

## Commercieel

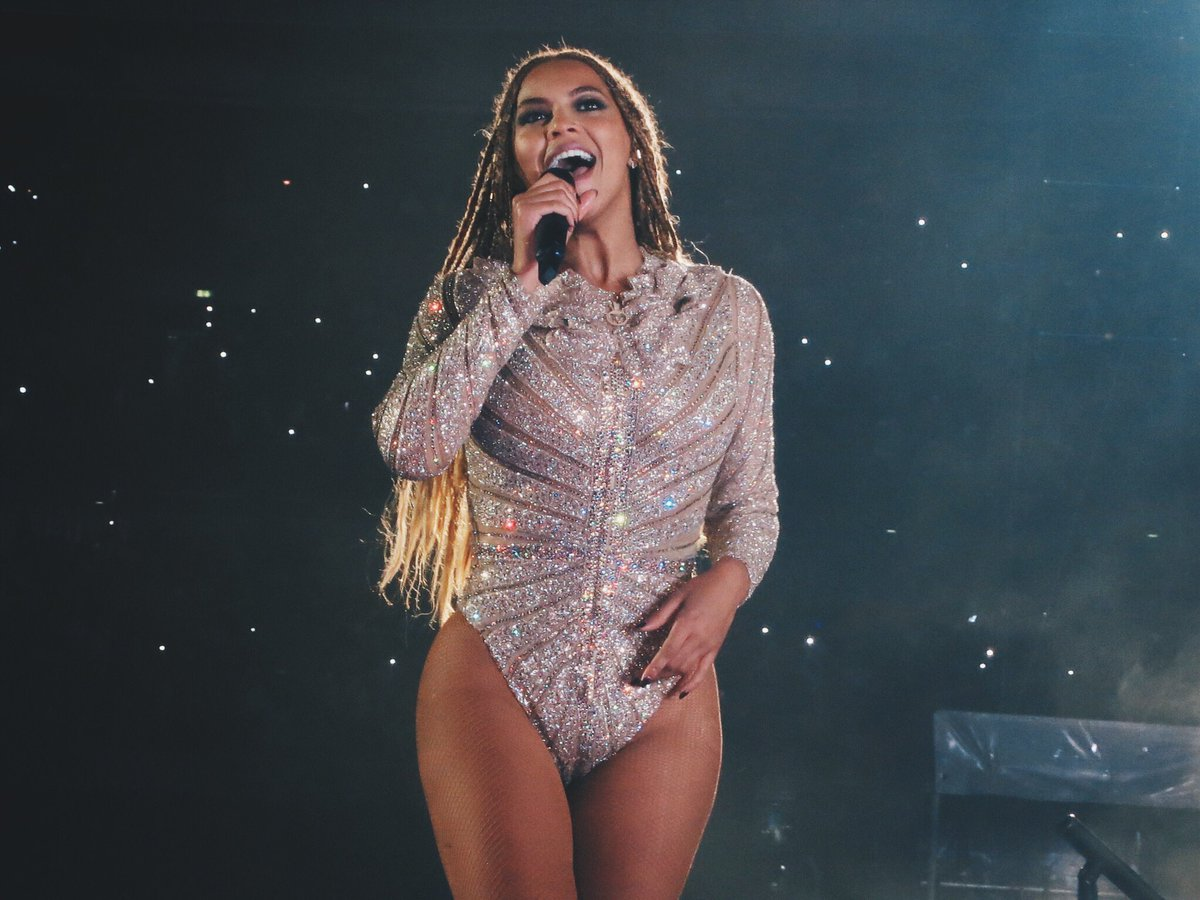
Beyoncé tijdens de tweede show in het Wembley Stadium in Londen. Het tweede concert werd toegevoegd vanwege de eerste uitverkoop in minder dan 30 minuten.

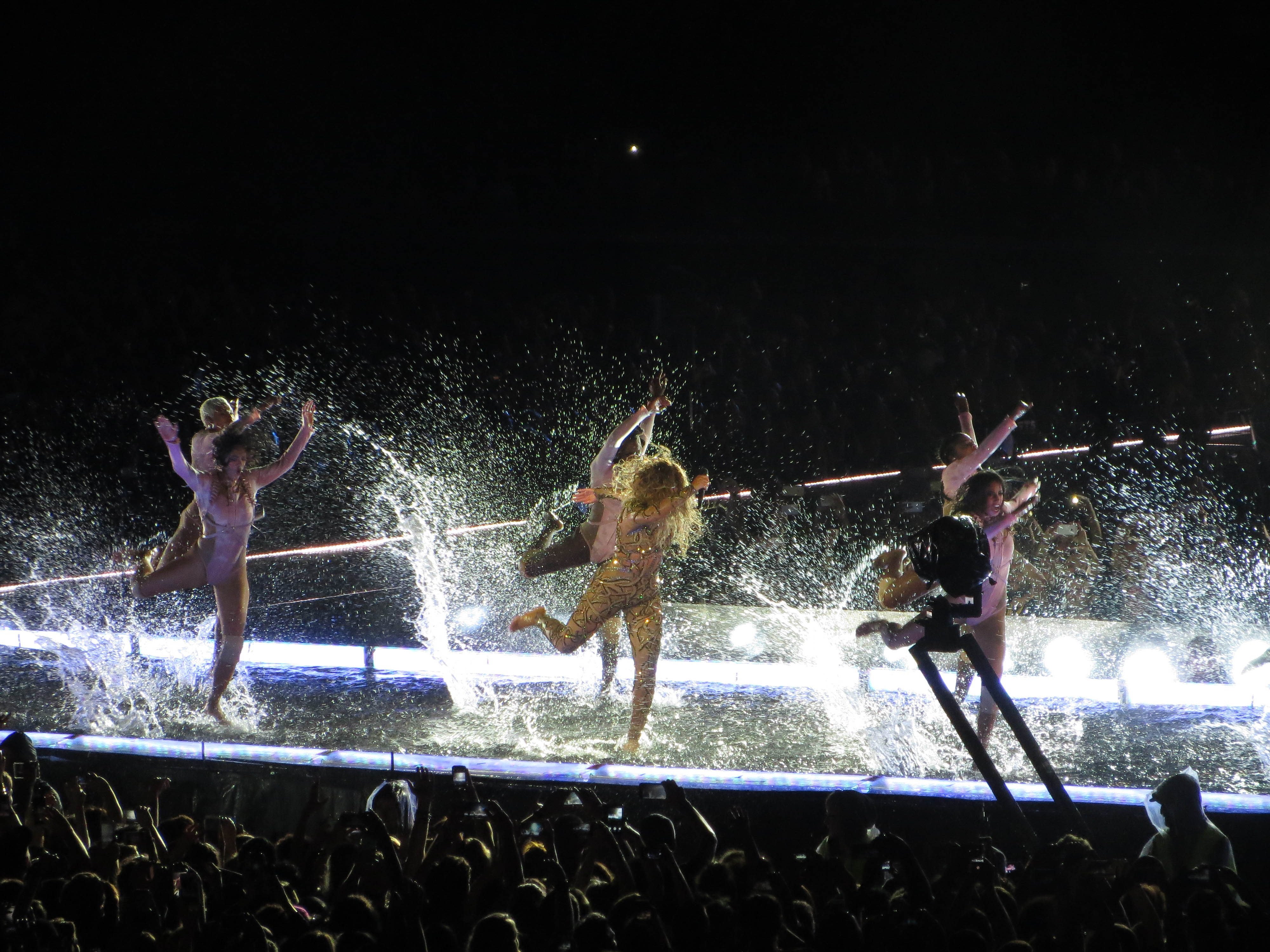
De Formation World Tour leverde 256.084.556 dollar op met een totale opkomst van 2.242.099 mensen

Na de aankondiging van de tournee crashte de website van Beyoncé tijdelijk als gevolg van de advertentie na de Super Bowl. Na de eerste ronde van de Noord-Amerikaanse kaartvoorverkoop werd vanwege de grote vraag een tweede show in Citi Field in New York aan de tournee toegevoegd. Tijdens de eerste ronde van de Europese algemene verkoop was het optreden van Beyoncé in de Amsterdam ArenA binnen twintig minuten uitverkocht, waarop een wachtlijst werd geopend en promotors een tweede show probeerden te organiseren. In Groot-Brittannië waren alle toegangskaarten in minder dan dertig minuten uitverkocht, inclusief de 90.000 kaartjes voor het Wembley Stadium in Londen. Als gevolg hiervan werd een tweede show in Londen aan het schema toegevoegd, vastgesteld voor 3 juli 2016. Ook werd vanwege het grote succes een extra show in Chicago georganiseerd. Op 5 mei 2016 werden er zeven nieuwe shows toegevoegd aan de reeks concerten in Noord-Amerika.

### Billboard
De voorzitter van Live Nation Global Touring Arthur Fogel bevestigde in een artikel van Billboard dat de Formation World Tour al meer dan 100 miljoen dollar aan bruto-omzet had opgebracht.

## Shows
| Datum (2016) | Stad            | Land                | Arena                         | Opening acts                     | Opkomst                      | Opbrengst    |
| ------------ | --------------- | ------------------- | ----------------------------- | -------------------------------- | ---------------------------- | ------------ |
| 27 april     | Miami           | Verenigde Staten    | Marlins Park                  | DJ Khaled                        | 36,656 / 36,656              | $5,252,615   |
| 9 april      | Tampa           | Verenigde Staten    | Raymond James Stadium         | DJ Khaled                        | 40,818 / 40,818              | $4,803,295   |
| 1 mei        | Atlanta         | Verenigde Staten    | Georgia Dome                  | DJ Khaled                        | 46,321 / 46,321              | $5,801,725   |
| 3 mei        | Raleigh         | Verenigde Staten    | Carter–Finley Stadium         | DJ Khaled                        | 38,292 / 38,292              | $4,810,620   |
| 7 mei        | Houston         | Verenigde Staten    | NRG Stadium                   | DJ Khaled                        | 43,871 / 43,871              | $6,412,280   |
| 9 mei        | Arlington       | Verenigde Staten    | AT&T Stadium                  | DJ Khaled                        | 42,235 / 42,235              | $5,954,775   |
| 12 mei       | San Diego       | Verenigde Staten    | Qualcomm Stadium              | DJ Khaled                        | 45,885 / 45,885              | $6,028,115   |
| 14 mei       | Pasadena        | Verenigde Staten    | Rose Bowl                     | DJ Khaled                        | 55,736 / 55,736              | $7,138,685   |
| 16 mei       | Santa Clara     | Verenigde Staten    | Levi's Stadium                | DJ Khaled                        | 44,252 / 44,252              | $6,201,845   |
| 18 mei       | Seattle         | Verenigde Staten    | CenturyLink Field             | DJ Khaled                        | 46,529 / 46,529              | $5,415,810   |
| 20 mei       | Edmonton        | Canada              | Commonwealth Stadium          | —                                | 39,299 / 39,299              | $3,723,830   |
| 23 mei       | Minneapolis     | Verenigde Staten    | TCF Bank Stadium              | DJ Drama                         | 37,203 / 37,203              | $4,174,270   |
| 25 mei       | Toronto         | Canada              | Rogers Centre                 | DJ Scratch                       | 45,009 / 45,009              | $4,440,554   |
| 27 mei       | Chicago         | Verenigde Staten    | Soldier Field                 | Rae Sremmurd                     | 89,270 / 89,270              | $11,279,890  |
| 28 mei       | Chicago         | Verenigde Staten    | Soldier Field                 | DJ Scratch                       | 89,270 / 89,270              | $11,279,890  |
| 31 mei       | Pittsburgh      | Verenigde Staten    | Heinz Field                   | Jermaine Dupri                   | 36,325 / 36,325              | $3,927,805   |
| 3 juni       | Foxborough      | Verenigde Staten    | Gillette Stadium              | DJ Khaled                        | 48,304 / 48,304              | $6,008,698   |
| 5 juni       | Philadelphia    | Verenigde Staten    | Lincoln Financial Field       | DJ Khaled                        | 47,223 / 47,223              | $5,563,435   |
| 7 juni       | New York        | Verenigde Staten    | Citi Field                    | DJ Khaled                        | 73,486 / 73,486              | $11,461,340  |
| 8 juni       | New York        | Verenigde Staten    | Citi Field                    | DJ Khaled                        | 73,486 / 73,486              | $11,461,340  |
| 10 juni      | Baltimore       | Verenigde Staten    | M&T Bank Stadium              | DJ Khaled                        | 47,819 / 47,819              | $5,770,660   |
| 12 juni      | Hershey         | Verenigde Staten    | Hersheypark Stadion           | DJ Khaled                        | 26,662 / 26,662              | $3,474,695   |
| 14 juni      | Detroit         | Verenigde Staten    | Ford Field                    | DJ Khaled                        | 41,524 / 41,524              | $5,471,395   |
| 28 juni      | Sunderland      | Verenigd Koninkrijk | Stadium of Light              | DJ Magnum                        | 48,952 / 48,952              | $4,996,960   |
| 30 juni      | Cardiff         | Verenigd Koninkrijk | Principality Stadium          | DJ Magnum                        | 49,215 / 49,215              | $5,379,199   |
| 2 juli       | Londen          | Verenigd Koninkrijk | Wembley Stadium               | DJ Magnum                        | 142,500 / 142,500            | $15,301,688  |
| 3 juli       | Londen          | Verenigd Koninkrijk | Wembley Stadium               | DJ Magnum                        | 142,500 / 142,500            | $15,301,688  |
| 5 juli       | Manchester      | Verenigd Koninkrijk | Emirates Old Trafford         | DJ Magnum                        | 49,935 / 49,935              | $5,159,998   |
| 7 juli       | Glasgow         | Verenigd Koninkrijk | Hampden Park                  | Chloe x Halle Ingrid Burley      | 46,058 / 46,058              | $4,707,580   |
| 9 juli       | Dublin          | Ierland             | Croke Park                    | Chloe x Halle Ingrid Burley      | 68,575 / 68,575              | $7,449,942   |
| 12 juli      | Düsseldorf      | Duitsland           | Esprit Arena                  | Chloe x Halle Ingrid Burley      | 34,481 / 34,481              | $3,464,861   |
| 14 juli      | Zürich          | Zwitserland         | Letzigrund                    | Chloe x Halle Ingrid Burley      | 23,790 / 23,790              | $2,980,051   |
| 16 juli      | Amsterdam       | Nederland           | Amsterdam Arena               | Chloe x Halle Ingrid Burley      | 49,436 / 49,436              | $4,712,051   |
| 18 juli      | Milaan          | Italië              | San Siro                      | Chloe x Halle Ingrid Sophie Beem | 54,313 / 54,313              | $4,744,732   |
| 21 juli      | Saint-Denis     | Frankrijk           | Stade de France               | Chloe x Halle Ingrid             | 75,106 / 75,106              | $6,258,954   |
| 24 juli      | Kopenhagen      | Denemarken          | Parken                        | Chloe x Halle Ingrid             | 45,197 / 45,197              | $4,626,103   |
| 26 juli      | Stockholm       | Zweden              | Friends Arena                 | Chloe x Halle Ingrid             | 48,519 / 48,519              | $3,937,498   |
| 29 juli      | Frankfurt       | Duitsland           | Commerzbank-Arena             | Chloe x Halle Ingrid             | 36,647 / 36,647              | $3,739,440   |
| 31 juli      | Brussel         | België              | Koning Boudewijn Stadion      | Chloe x Halle Ingrid             | 48,955 / 48,955              | $4,681,095   |
| 3 augustus   | Barcelona       | Spanje              | Estadi Olímpic Lluís Companys | Chloe x Halle Ingrid             | 45,346 / 45,346              | $4,806,995   |
| 10 september | St. Louis       | Verenigde Staten    | The Dome at America's Center  | Vic Mensa                        | 38,256 / 38,256              | $3,953,445   |
| 14 september | Los Angeles     | Verenigde Staten    | Dodger Stadium                | Anderson Paak                    | 47,440 / 47,440              | $6,736,700   |
| 17 september | Santa Clara     | Verenigde Staten    | Levi's Stadium                | DJ Drama                         | 44,015 / 44,015              | $4,898,690   |
| 22 september | Houston         | Verenigde Staten    | NRG Stadium                   | DJ Khaled                        | 42,635 / 42,635              | $5,107,065   |
| 24 september | New Orleans     | Verenigde Staten    | Mercedes-Benz Superdome       | DJ Khaled                        | 46,474 / 46,474              | $5,349,960   |
| 26 september | Atlanta         | Verenigde Staten    | Georgia Dome                  | DJ Khaled                        | 45,126 / 45,126              | $5,374,615   |
| 29 september | Philadelphia    | Verenigde Staten    | Lincoln Financial Field       | DJ Khaled                        | 44,693 / 44,693              | $3,353,627   |
| 2 oktober    | Nashville       | Verenigde Staten    | Nissan Stadium                | DJ Khaled                        | 43,013 / 43,013              | $5,182,345   |
| 7 oktober    | East Rutherford | Verenigde Staten    | MetLife Stadium               | DJ Khaled                        | 50,703 / 50,703              | $6,064,625   |
| Totaal       | Totaal          | Totaal              | Totaal                        | Totaal                           | 2,242,099 / 2,242,099 (100%) | $256,084,556 |